# Siaia
Siaia (Siaya) é uma cidade do Quênia situada na antiga província de Nianza, no condado de Siaia, onde é sede. De acordo com o censo de 2019, havia 33 153 habitantes.